# Жарков Володимир Миколайович
Володи́мир Микола́йович Жарко́в (нар. 13 березня 1983, м. Кам'янське, Дніпропетровська область, Українська РСР — 24 квітня 2015, м. Дніпро, Україна) — старший сержант Збройних сил України, учасник російсько-української війни.

## Життєвий шлях
Народився 1983 року на Дніпропетровщині, в місті Кам'янське (на той час — Дніпродзержинськ). До війни працював на Баглійському коксохімічному заводі. Грав за заводську футбольну команду «Неон».
Призваний за частковою мобілізацією до військової частини А1363 — 239-й Новомосковський загальновійськовий полігон. Після проходження підготовки прибув до свого підрозділу.
Старший сержант, заступник командира взводу 93-ї окремої механізованої бригади, в/ч А1302, смт Черкаське, Дніпропетровська область.
Виконував завдання на території проведення антитерористичної операції в районі Донецька.
У квітні 2015 під час бойових дій поблизу селища Піски Ясинуватського району дістав важкі поранення внаслідок підриву на міні, втратив обидві ноги. 24 квітня о 5:00 помер у військовому госпіталі м. Дніпро.
Похований 27 квітня на Алеї Слави кладовища Соцміста у Кам'янському.
Без батька лишилася його дочка[джерело?].

## Нагороди та відзнаки
- Указом Президента України № 553/2015 від 22 вересня 2015 року — «за мужність, самовідданість і високий професіоналізм, виявлені у захисті державного суверенітету та територіальної цілісності України, вірність військовій присязі», нагороджений орденом «За мужність» III ступеня (посмертно)[3].
- Розпорядженням міського голови Кам'янського № 373-р «ос» від 11 жовтня 2016 року нагороджений пам'ятною відзнакою міського голови — нагрудним знаком «Захисник України» (посмертно).

## Вшанування пам'яті
- У вересні 2015 року в Кам'янському відкрили оновлений меморіал загиблим в АТО, де занесене й ім'я Володимира Жаркова.
- В Кам'янському проводиться щорічний Кубок міста з футболу присвячений пам'яті загиблих в АТО футболістів Сергія Лісного та Володимира Жаркова[4].